# 98
| 98                 |
| ------------------ |
| Dødsfald - Fødsler |
|                    |

| Gregoriansk kalender | 98 XCVIII               |
| Ab urbe condita      | 851                     |
| Armensk kalender     | I/T                     |
| Kinesiske kalender   | 2794 – 2795 丁酉 – 戊戌 |
| Etiopisk kalender    | 90 – 91                 |
| Jødisk kalender      | 3858 – 3859             |
| Hindukalendere       |                         |
| - Vikram Samvat      | 153 – 154               |
| - Shaka Samvat       | 20 – 21                 |
| - Kali Yuga          | 3199 – 3200             |
| Iransk kalender      | 524 BP – 523 BP         |
| Islamisk kalender    | 540 BH – 539 BH         |

Se også 98 (tal)

## Dødsfald
- 27. januar – Nerva, romersk kejser (født 30).